# Пожеревицы
Пожереви́цы — деревня в Дедовичском районе Псковской области России.
Административный центр Пожеревицкой волости.
Расположена на западе района, в 12 км к юго-западу от райцентра Дедовичи.

## Население
| 2001 | 2002 | 2010 |
| ---- | ---- | ---- |
| 519  | ↘504 | ↘400 |

Численность деревни (села) по состоянию на начало 2001 года составляла 519 жителей.

## История
В Пожеревицах расположена церковь Рождества Христова (1824 — 1827).
С 1939 до 1958 гг. существовал Пожеревицкий район, центром которого было село Пожеревицы. С 1920-х гг. до января 1995 года село было центром Пожеревицкого сельсовета, с января 1995  года является центром Пожеревицкой волости.
Законом Псковской области от 22 декабря 2010 года волостной центр Пожеревицы из села были преобразованы в деревню.